# Wermutregenpfeifer
Der Wermutregenpfeifer (Anarhynchus asiaticus, Synonym: Charadrius asiaticus) ist ein monotypischer Watvogel aus der Familie der Regenpfeifer (Charadriidae). Er ist ein Brutvogel Zentralasiens, der im östlichen und südlichen Afrika überwintert.

## Beschreibung

### Aussehen

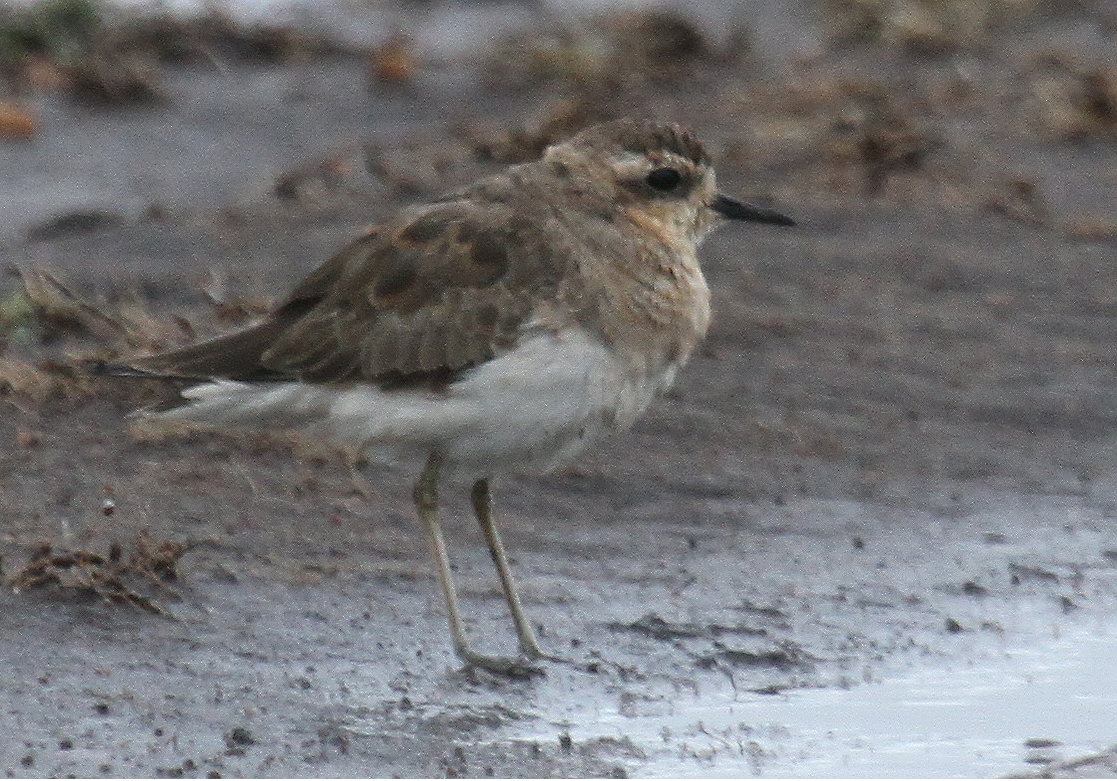
Wermutregenpfeifer im Schlichtkleid (Masai Mara, Kenia)

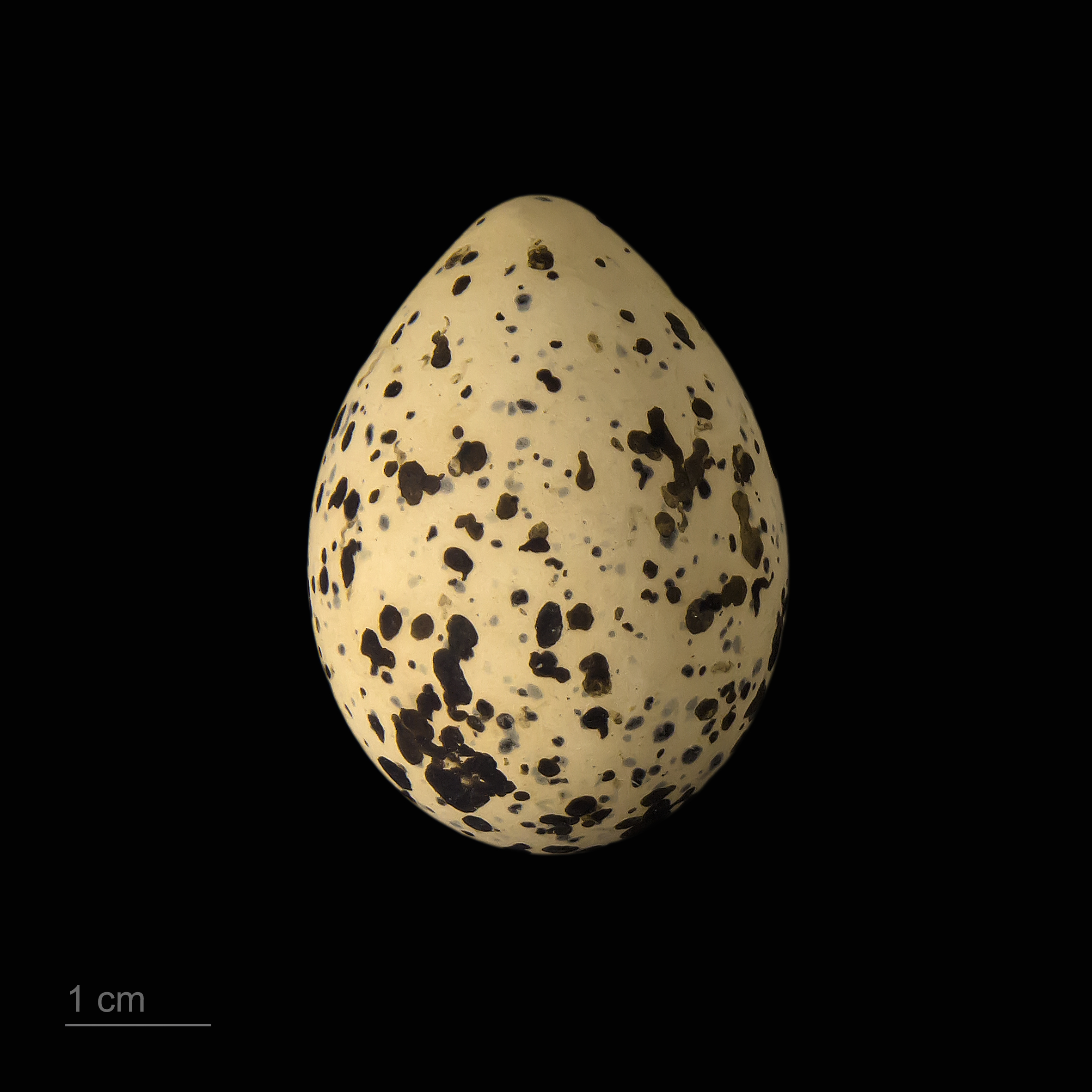
Ei des Wermutregenpfeifers

Der Wermutregenpfeifer wird ca. 19–21 cm groß. Sein Körperbau ist schlank und elegant und er hat lange, graugrüne Beine, die im Flug den Schwanz überragen. Der helle Überaugenstreif hinter dem Auge ist in allen Kleidern deutlich zu erkennen, ebenso der kurze, weiße Flügelstreif, der im Flug auffällt. Die ebenso wie der Rücken grau gefärbten Flügel sind lang und gehen beim stehenden Vogel weit über das Schwanzende hinaus. Die Unterseite ist hell.
Das Männchen hat im Prachtkleid ein charakteristisches rotbraunes Brustband, das unten scharf von einem schmalen, schwarzen Streifen begrenzt wird. Stirn, Zügel und Wangen sind reinweiß und die Ohrdecken sind dunkel. Im ersten Sommerkleid sind die Kontraste manchmal etwas schwächer. Dem Weibchen fehlt das rotbraune Brustband, bei ihm ist es graubraun und nur schwach rötlich gefärbt. Außerdem fehlt die untere schwarze Begrenzung und auch der Übergang zum schmutzig weißen Hals und Gesicht ist recht diffus.
Im Schlichtkleid unterscheidet sich die Art vom Wüsten- und Mongolenregenpfeifer durch ein durchgehendes, graubraunes Brustband und gräulichere Unterflügel. Das Jugendkleid ähnelt dem Schlichtkleid, die Federn der Oberseite weisen allerdings helle Säume auf.

### Stimme
Der Ruf ist ein kurzes „tschüpp“, das am Boden oft verdoppelt wird; im Flug erklingt es einzeln. Der klingelnde Gesang besteht aus aufeinanderfolgenden, dreisilbigen Tönen.

## Vorkommen und Lebensraum
Der Wermutregenpfeifer brütet von Südwest-Russland über Mittel- und Süd-Kasachstan, Usbekistan und Turkmenistan bis Nordwest-China in Steppen und Halbwüsten, häufig in Wassernähe. Oft brüten mehrere Paare in Entfernung von ca. 50 m zueinander in losen Kolonien. Nördlich des Kaukasus ist er als Brutvogel vermutlich ausgestorben.
Er ist ein Langstreckenzieher und überwintert von Ägypten über ganz Ostafrika bis nach Botswana, Namibia und Südafrika. Dort ist er in Gruppen von meist 20–50, manchmal auch bis zu 1000 Individuen in Salzwiesen und kurzrasigen Überschwemmungsflächen, seltener auch auf extensiv bewirtschafteten Flächen anzutreffen; auf dem Zug rastet die Art auf Sandbänken und in Flussbetten. In Südafrika treffen Wermutregenpfeifer von Ende August bis November ein und ziehen von Februar bis März wieder zurück in die Brutgebiete, wo sie im April ankommen.

## Gefährdung
Die Art wird wegen des sehr großen Verbreitungsgebietes von etwa 3.120.000 km² in der Roten Liste der IUCN als nicht gefährdet (Least Concern) eingestuft. Dennoch nehmen die Bestände ab.